# Baru Lema'a
Die Baru Lema'a ist eine Rüstung aus Indonesien.

## Beschreibung
Die Baru Lema'a ist in der Form einer Weste gearbeitet. Sie besteht aus den geflochtenen, groben Fasern der Iluk-Pflanze. Die Fasern werden geflochten und die Stränge nebeneinander liegend wiederum verbunden. Sie hat weder Ärmel noch einen Kragen. Im Nackenbereich ist eine Fläche hervorstehend ausgearbeitet die zwei miteinander verbundenen Kreisen ähnlich ist. Diese dient dazu den Nacken vor Schlägen zu schützen. Die Weste ist schwer und unflexibel. Sie wird von Ethnien aus Indonesien benutzt.